# Kinh Kính Mừng

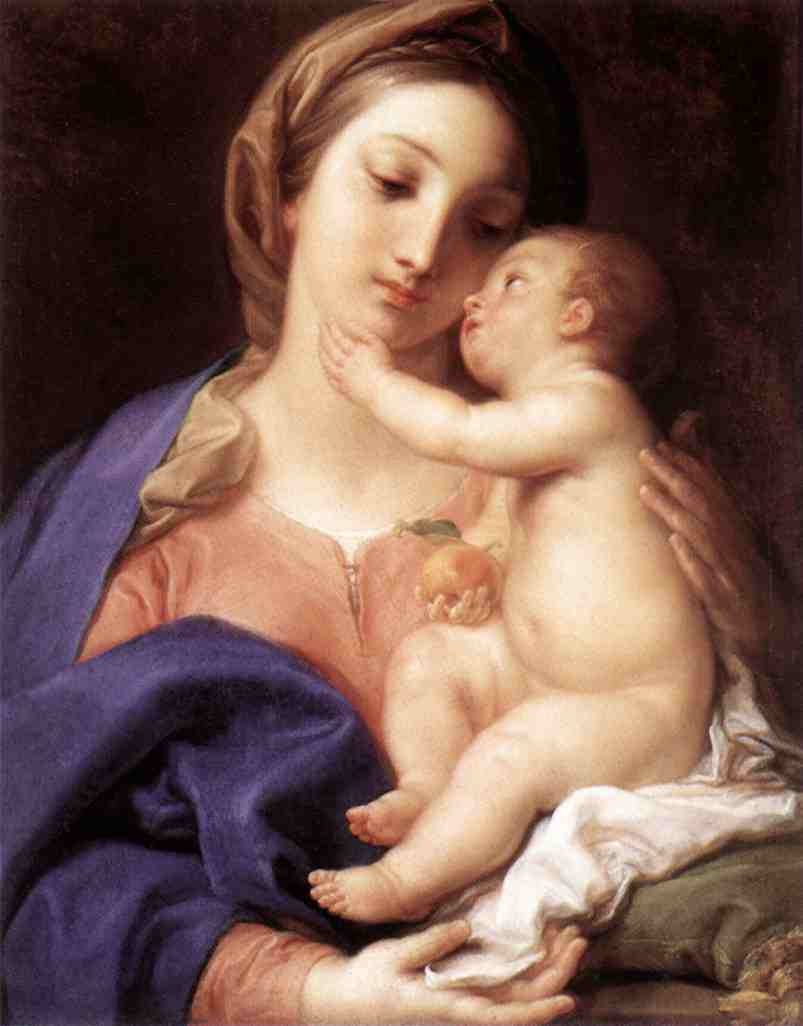
“Madonna and Child”, một bức tranh vẽ Mẹ Maria đang bế Chúa Giêsu, do họa sĩ Pompeo Batoni thực hiện

Kinh Kính Mừng (tên đầy đủ là “Kính mừng Maria đầy ơn phúc”, tiếng Latinh: Ave Maria) là một bài kinh truyền thống của Công giáo để cầu nguyện đến Đức Maria, mẹ của Chúa Giêsu. Kinh Kính Mừng được người Công giáo sử dụng và là lời kinh cơ bản của Kinh Mân Côi. Việc cầu nguyện với các hình thức tương tự cũng được Chính Thống giáo hay các nhánh Kitô giáo khác sử dụng. Hầu như tất cả văn bản của Kinh Kính Mừng được trích ra trọn vẹn từ Phúc Âm Luca (1:28,42).
Khi đọc bản dịch tiếng Việt hiện đại của kinh này, người ta thường chia thành hai vế để đọc:
- Vế một từ đầu đến "con lòng Bà gồm phúc lạ".
- Vế hai từ "Thánh Maria" đến hết.

## Các văn bản

### Phiên bản tiếng Latinh
Ave María, grátia plena;
Dóminus tecum:
benedícta tu in muliéribus,
et benedíctus fructus ventris tui Iesus.
Sancta María, Mater Dei,
ora pro nobis peccatóribus,
nunc et in hora mortis nostræ.
Amen.

### Bản dịch tiếng Việt hiện nay
Kính mừng Maria đầy ơn phúc[a]
Đức Chúa Trời ở cùng Bà,
Bà có phúc[a] lạ hơn mọi người nữ và Giêsu con lòng Bà gồm phúc[a] lạ.
Thánh Maria, Đức Mẹ Chúa Trời,
cầu cho chúng con là kẻ có tội,
khi này và trong giờ lâm tử.
Amen.

### Bản dịch tiếng Việt cũ
Ave Maria, đầy ơn garasa,
Đức Chúa Trời ở cùng Bà,
Bà có phúc hơn mọi nữ và Jeju, con lòng Bà gồm phúc lạ.
Santa Maria, Đức Mẹ Chúa Trời,
khi này cầu cho chúng tôi là kẻ có tội,
đến khi chết lại cầu giữ.
AMEN.
(Bản cũ này ghi trong sách Giáo lý Quốc ngữ do linh mục Bá Đa Lộc xuất bản tại Quảng Đông năm 1774)